# Alvis TC 108G
Alvis TC 108G – samochód luksusowy produkowany przez brytyjskiego producenta motoryzacyjnego Alvis Car and Engineering Company od 1956 do 1958 roku. Łącznie wyprodukowano jedynie 37 samochodów.
Alvis TC 108G został wyposażony w 3 litrowy silnik spalinowy R6, który osiąga 104 koni mechanicznych (78 kW) przy 4000 obr./min. Długość pojazdu wynosi 4801 mm, szerokość 1676 mm, wysokość 1588 mm, a rozstaw osi 2833 mm.